# Ninth Island
Ninth Island ist eine Insel in der Bass-Straße im Südosten Australiens.
Die Insel ist ungefähr 1,3 Kilometer lang, 550 Meter breit und hat eine Fläche von 32 Hektar. Sie ist Teil der Waterhouse-Island-Gruppe und liegt 11,7 Kilometer von der nordöstlichen Küste Tasmaniens entfernt. Die Insel befindet sich zum größten Teil in Privatbesitz und ist in der Vergangenheit stark durch Nutzung als Weideland und häufige Feuer geschädigt worden. Im Juli 1995 war sie von der Ölverschmutzung durch den Untergang des MV Iron Baron betroffen, wodurch auf der Insel zwischen 2000 und 6000 Zwergpinguine starben.
Die Insel hat bisher keinen Bootsanleger oder eine Landepiste für Flugzeuge und ist deshalb nur mit dem Hubschrauber zu erreichen.
Um 1988/89 wurde Ninth Island für 64.000 AU$ gekauft. Im Februar 2015 wurde die Insel mit einem Preis von 500.000 AU$ zum Kauf angeboten. Am 11. Juli 2015 wurde sie bei einer Auktion für 1,19 Millionen AU$ verkauft.
Ninth Island gehört zum Gebiet des Dorset Council.
Die Insel ist als Schutzgebiet offiziell anerkannt, da es eine Brutkolonie des Kurzschwanz-Sturmtauchers auf der Insel gibt. Sie ist Teil der Ninth and Little Waterhouse Islands Important Bird Area (IBA). Sie wurde von BirdLife International so eingestuft, weil sie mehr als ein Prozent des Gesamtvorkommens der Schwarzgesichtscharbe beheimatet.
Von den 32 Hektar Fläche von Ninth Island wurde 2012 die Ninth Island Conservation Area mit einer Größe von 26,4 Hektar ausgewiesen. Das Schutzgebiet umfasst das Land um den zentralen Hügel der Insel und erstreckt sich bis an das Ufer. Zusätzlich wurde das Land unterhalb des Flutsaums zum Tidal Crown Land  erklärt, das vom Tasmanian National Parks and Wildlife Service verwaltet wird.

## Fauna
Auf der Insel brüten neben der Schwarzgesichtscharbe folgende Meeresvögel: Zwergpinguine, Kurzschwanz-Sturmtaucher, Lummensturmvogel, Fregattensturmschwalbe, Dickschnabelmöwe, Silberkopfmöwe, Ruß-Austernfischer und Eilseeschwalbe. Die Hühnergans brütet auch auf der Insel. Wildkaninchen sind auf der Insel eingeführt worden, und es leben Skinke auf ihr.